# Uitruktijd
De uitruktijd is de tijd die de brandweer nodig heeft om na een melding van een brand de kazerne te verlaten.

## Nederland
Volgens de richtlijnen in Nederland moet de brandweer binnen acht minuten ter plaatse zijn (de opkomsttijd). Deze norm werd in 2000 echter door slechts 50% van de gevallen gehaald; in 2006 was dit zelfs gedaald naar 30% van de gevallen.. In 2000 waren brandweerwagens binnen vier minuten op straat, in 2006 was deze uitruktijd verdubbeld tot bijna acht minuten. De oorzaak ligt in de toegenomen tijd tussen de brandmelding en het wegrijden uit de kazerne. In kleinere gemeenten heeft de brandweer de meeste tijd nodig: ruim 13 minuten. Dat komt doordat kleinere gemeenten een vrijwillige brandweer hebben, waarbij brandweerlieden eerst moet worden opgeroepen en zich naar de kazerne moeten spoeden.

## België
In België heeft de commissie Paulus aan de ministerraad geadviseerd dat een brandweerploeg binnen de 12 minuten ter plaatse moet zijn.